# Joshua – Der Erstgeborene
Joshua – Der Erstgeborene oder auch Teufelskind Joshua (OT: Joshua, alternative Titel: Devil's Child, Joshua: The Devil's Child) ist ein psychologischer Thriller aus dem Jahr 2007. Die Hauptrolle verkörperte Sam Rockwell.

## Handlung
Brad und Abby Cairn sind ein wohlhabendes New Yorker Paar und haben gerade ihre Tochter Lily bekommen. Ihr erstes Kind, der selbstbewusst konservativ gekleidete neunjährige Joshua, ist ein Wunderkind am Klavier und generell seinem Alter voraus. Während alle nur das Baby bewundern, spielt er unbeachtet ein anspruchsvolles Vortragstück. Es wird schon angedeutet, dass er von seinen Eltern nicht voll akzeptiert wird; Brad zum Beispiel möchte, dass Joshua auch Sport treibt, woran der introvertierte Junge nicht interessiert ist.
Joshua fühlt sich sehr zu seinem gutmütigen Onkel Ned hingezogen, Abbys Bruder, mit dem er gemeinsam musiziert. Nach Lilys Geburt distanziert sich Joshua zunehmend von seinen Eltern. Im Laufe der folgenden Monate kommt es zu bizarren Ereignissen, die das Haus von „gesund und glücklich“ in „seltsam und desorientiert“ verwandeln. Während Lilys tage- und nächtelanges Weinen die ohnehin schon angespannte Abby in einen Nervenzusammenbruch treibt, zeigt Joshua geradezu soziopathisches Verhalten, indem er in den unpassendsten Momenten plötzlich mit apathischem Gesichtsausdruck erscheint. Brad sieht sich in dem Konflikt, gleichzeitig seine Frau unterstützen, seinen anspruchsvollen Job ausüben und die Beziehung zu seinem entfremdeten Sohn retten zu müssen, was gründlich misslingt.
Der Film macht mehrere Zeitsprünge, wobei jeweils Lilys Alter in Tagen angegeben wird. Als der Hund der Familie stirbt, nachdem Joshua mit ihm im Park spazieren gegangen ist, gibt Joshua sich ahnungslos und imitiert Brads Trauerausbrüche, als könne er selbst nicht trauern. Brad weiß, dass zuvor die Hamster von Joshuas Schulklasse aus ungeklärter Ursache verstorben sind. Als Brads Mutter Hazel sich aus gutem Willen verstärkt um Joshua kümmert, löst er mit der Ankündigung, er wolle wiedergeboren werden, einen heftigen Streit zwischen Abby (jüdisch, aber nicht religiös) und Hazel (evangelikale Christin) aus; Joshuas Eltern finden die Entscheidung verfrüht und werfen Hazel aggressives Missionieren vor. In einer Nacht überredet Joshua Abby zum Versteckspielen. Als Abby auf die Suche geht, liegt Lily nicht mehr in ihrem Kinderbett. Sie kann die beiden auch wegen einer Fußverletzung nicht finden, gerät in Panik und bricht ohnmächtig zusammen. Als Brad dazukommt und sie findet, steht Joshua unschuldig an Lilys Bett und lässt es so aussehen, als habe Abby Halluzinationen und nichts sei geschehen. An Stellen wie dieser liegt unzuverlässiges Erzählen vor, da auch der Zuschauer nur Abbys Wahrnehmung sieht und nicht entscheiden kann, ob sie wahr oder eingebildet ist.
Abby wird schließlich mit einem vollständigen psychotischen Zusammenbruch in eine Anstalt eingewiesen; Brad zieht seinen Arbeitsplatz für zwei Wochen nach Hause um, um sich um seine Familie zu kümmern. An dem Tag ist Joshua mit Lily und Hazel ins Brooklyn Museum gegangen, wo er Hazel begeistert die Gewalttaten von Seth beschreibt, dem ägyptischen Gott des Chaos. Nachdem Brad zu Hause auf einem Videoband gesehen hat, wie Joshua Lily mitten in der Nacht absichtlich zum Weinen bringt, eilt er zum Museum und kommt gerade rechtzeitig, um zu sehen, wie Joshua versucht, den Kinderwagen eine Treppe hinunterzustoßen, aber innehält, als er von Hazel gesehen wird. Sekunden später stürzt Hazel mit dem Ausruf „Joshua!“ die Treppe hinunter und verunglückt tödlich. Brad vertraut Ned an, dass er glaubt, Joshua habe sie hinabgestoßen. Ned wischt das beiseite. Brad engagiert eine Kinderpsychologin, um Joshua zu untersuchen. Sie kommt anhand einer Zeichnung, die er während der Unterhaltung anfertigt, zu dem Schluss, er werde misshandelt, und macht Brad schwere Vorwürfe.
In der folgenden Nacht schließt sich Brad mit Lily in seinem Schlafzimmer ein. Er misstraut Joshua nun offen und hat ihm angekündigt, ihn auf ein Internat zu schicken. In der Nacht hört er Joshua weinen und findet ihn in der Küche. Joshua fleht Brad an, ihn nicht wegzuschicken. Als Brad ihn aus dem Versteck zieht, schreit Joshua vor Schmerz auf; auf seinem Rücken findet Brad einen großen blauen Fleck, dessen Ursache Joshua nicht erklären will.
Am nächsten Morgen gehen Brad und Joshua mit seiner Schwester im Kinderwagen spazieren. Plötzlich nimmt Joshua ihren Schnuller weg, was sie zum Weinen bringt. Als Brad ihn zur Rede stellt, reizt ihn Joshua durch Spott so weit, das er ihn ohrfeigt und schließlich vor zahlreichen Zeugen regelrecht verprügelt, was die Misshandlungsvorwürfe untermauert und Brad wegen Körperverletzung ins Gefängnis bringt. Dort erfährt er, dass Joshua ihm auch vorwirft, Abbys Medikamente manipuliert zu haben, was eine Entlassung Brads zunächst unmöglich macht. Joshua und Lily ziehen zu Ned um.
In der letzten Szene sitzt Ned mit Joshua am Klavier. Joshua singt ihm ein selbstgeschriebenes Lied vor mit dem Inhalt, dass Abby und Brad jetzt von niemandem geliebt werden, dass er nur mit Ned zusammen sein will und alle anderen losgeworden ist. Ned sieht ihn mit einem verstörten Blick an.

## Kritik
„Ein visuell brillanter Psychothriller, der durch vermeintliche Nebensächlichkeiten scheinbares Familienglück hinterfragt und nachhaltig für Verunsicherung sorgt. Spannende, hintergründige Unterhaltung auf formal hohem Niveau, getragen von überzeugenden Darstellern.“